# روبرت نيوتن
روبرت نيوتن هو عالم كيمياء حيوية كندي، ولد في 7 فبراير 1889 في مونتريال في كندا، وتوفي في 22 نوفمبر 1985 في لاغونا هيلس في الولايات المتحدة.